# De Jang-generatie
De Jang-generatie is een sciencefictionboek van de Britse schrijfster Tanith Lee. Het verhaal wordt verteld vanuit de eerste persoon.
Dit verhaal verscheen in het Engels oorspronkelijk in twee aparte delen, namelijk Don't Bite the Sun en Drinking Sapphire Wine. Later werden deze twee delen onder de titel Biting the Sun in een boek uitgegeven.

## Verhaal
In een vreemde samenleving kan men van lichaam verwisselen door zelfmoord te plegen. Speciale robots vangen de levensvonken op en plaatsen deze in een speciaal voor die persoon ontworpen nieuw lichaam. De bewoners in deze samenleving hoeven niet te werken en kennen geen geld. Buitenhuwelijkse seks is verboden, maar een huwelijkscontract kan voor een korte tijd, bijvoorbeeld een uur, worden aangegaan. Toch zijn enkelen niet tevreden met dit nietszeggende bestaan.